# Dark Waters
Dark Waters är en amerikansk thrillerfilm från 2019. Filmen, som är baserad på verkliga händelser, är regisserad av Todd Haynes. Mario Correa och Matthew Michael Carnahan har svarat för manus. 
Filmen hade premiär i Sverige den 6 mars 2020, utgiven av Nordisk Film.

## Handling
Filmen handlar om Robert Bilott som arbetar som försvarsadvokat. Han får genom ett möte med en bonde nys om att bondens samtliga kor, utan förklaring insjuknat och dött.
Bonden berättar att problemen började när kemiföretaget DuPont dumpade avfall i en sjö nära hans ägor. Ingen annan advokat har velat ta sig an fallet så nu står allt hans hopp till Robert Bilott.

## Rollista (i urval)
- Mark Ruffalo – Robert Bilott
- Anne Hathaway – Sarah Bilott
- Tim Robbins – Tom Terp
- Bill Camp – Wilbur Tennant
- Victor Garber – Phil Donnelly
- Mare Winningham – Darlene Kiger
- Bill Pullman – Harry Deitzler
- William Jackson Harper – James Ross
- Louisa Krause – Karla